# Walter Weiler
Walter Weiler (Winterthur, 1903. december 4. – 1975. május 4.) svájci labdarúgóhátvéd.